# Adolf Strack (Politiker, 1871)

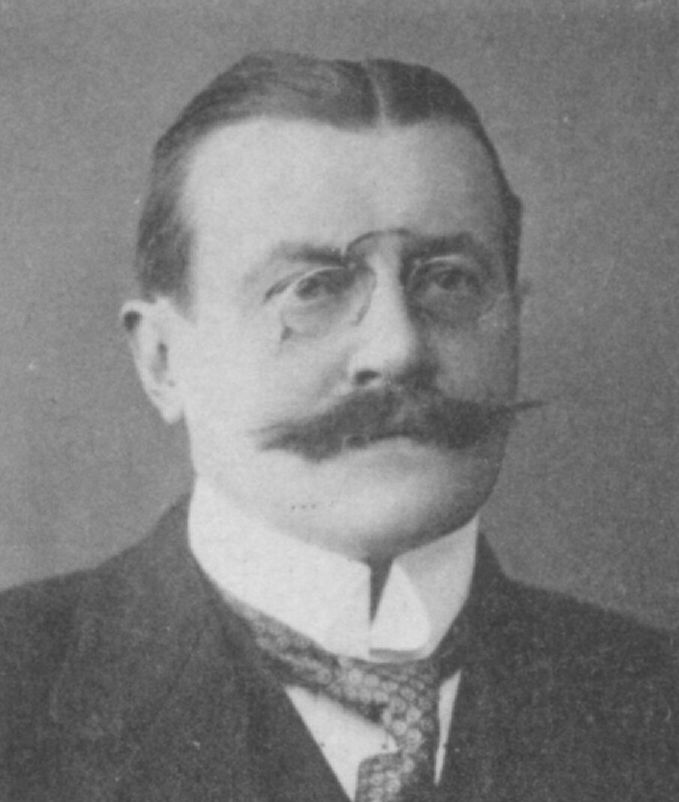
Adolf Strack als Reichstagsabgeordneter 1912

Adolf Strack (* 4. Januar 1871 in Ober-Rosbach; † 25. Dezember 1934 in Gießen) war ein deutscher Jurist, Politiker und Mitglied des Deutschen Reichstags.

## Leben
Strack besuchte die Volksschule in Ober-Rosbach, die Realschule und das Progymnasium in Friedberg, das Gymnasium in Bensheim und die Universität Gießen. Er war Gerichtsassessor bis 1. Januar 1901, dann Amtsrichter in Lorsch, Friedberg und Gießen, hier in ständiger Verwendung bei dem Landgericht. Seit 4. Dezember 1911 war er Landgerichtsrat in Gießen.
Von 1912 bis 1918 war er Mitglied des Deutschen Reichstags für den Wahlkreis Großherzogtum Hessen 2 Friedberg, Büdingen, Vilbel.